# Ignacio Gragera
Ignacio Gragera Barrera (Badajoz, 6 de septiembre de 1982) es un abogado y político español, actual alcalde de Badajoz en el Ayuntamiento de Badajoz. Antiguo miembro de Ciudadanos, en 2022 pasó a formar parte del Partido Popular.

## Biografía

### Formación académica y profesional
Es licenciado en Derecho en la Universidad de Salamanca y abogado en ejercicio del Ilustre Colegio de Badajoz. Realizó el curso Jean Monnet de Derecho Comunitario bajo la supervisión de la catedrática Araceli Mangas. Tras acabar sus estudios universitarios empezó a desarrollar su actividad profesional en 2007 como letrado en prácticas y continuó su carrera profesional trabajando en diversos despachos de abogados hasta el 2016, cuando formó su propio bufete. También ha trabajado como asesor jurídico externo del Centro Penitenciario de Badajoz; como titular del servicio de Atención al Cliente de múltiples Corredurías de Seguros en las comunidades autónomas de Extremadura, Principado de Asturias y Castilla y León; así como de asesor jurídico externo de entidades bancarias. Durante dos cursos académicos fue tutor responsable de las asignaturas 'Derecho Constitucional I' y 'Sistemas Jurídicos Contemporáneos' en el Grado de Derecho impartido por el Cela Open Institute (centro adscrito a la Universidad Camilo José Cela), en colaboración con la Fundación Layret y la Cámara de Comercio de Badajoz.

### Carrera política
Miembro de Ciudadanos, en 2019 fue elegido como cabeza de lista de la formación naranja para las elecciones municipales de 2019 por la ciudad de Badajoz, en las que obtuvo 9000 votos (13.05%) y cuatro concejales, convirtiéndose en la tercera fuerza política del consistorio. Con estos resultados el partido duplicó su representación con respecto a las elecciones municipales de 2015, en las cuales la candidatura de Ciudadanos encabezada por Luis Garcia-Borruel obtuvo 4994 votos (7.07 %) y dos concejales. A su vez, la formación consiguió entrar por primera vez en la Diputación Provincial de Badajoz tras obtener 29 968 votos (7,95%) y un escaño por el partido judicial de Badajoz, que fue asignado al propio Ignacio.
Tras las elecciones municipales, Ciudadanos y el Partido Popular llegaron a un acuerdo de coalición de alternancia. En dicho acuerdo se pactó que Francisco Fragoso, cabeza de lista del Partido Popular y alcalde de la ciudad en la anterior legislatura, revalidara su bastón de mando al frente del consistorio pacense durante los dos primeros años de mandato, mientras que Gragera lo haría los dos años subsecuentes. Durante la primera parte del mandato Ignacio Gragera fue teniente de alcalde de Badajoz, delegado de Desarrollo Económico y Atracción de Inversiones, Comercio, Relaciones con Portugal y portavoz del Gobierno en el Ayuntamiento de Badajoz. El 16 de marzo de 2021, Inés Arrimadas, líder del partido político a nivel nacional, lo incorporó como miembro de la ejecutiva nacional del partido. El 26 de junio de 2021, Ignacio Gragera fue investido alcalde de la ciudad de Badajoz con los votos a favor del Partido Popular, Ciudadanos y el concejal no-adscrito, que anteriormente formaba parte de Vox, mientras que Unidas Podemos y el Partido Socialista votaron al candidato socialista. Tras la llegada de la formación a la alcaldía se produjo una ligera remodelación del equipo de gobierno, en la cual Gragera dejó de desempeñar las funciones de delegado de Desarrollo Económico y Atracción de Inversiones, Comercio y Portavoz del Gobierno, para centrarse en la alcaldía y su función de delegado de Relaciones con Portugal. Gragera también renunció a su acta de diputado en la Diputación Provincial de Badajoz y dejó su puesto de trabajo de forma temporal.
A nivel orgánico ostentaba la secretaría de acción institucional de Ciudadanos Extremadura.
El 13 de diciembre de 2022 dejó Ciudadanos y pasó a formar parte del Partido Popular, siendo el candidato de este partido para las próximas elecciones municipales al Ayuntamiento de Badajoz.

### Vida privada
Ignacio Gragera está casado y tiene una hija. Le apasiona el rugby desde joven, deporte por el cual llegó a jugar en primera división junto al equipo 'Rugby Clube Montemor' en el Campeonato Portugués de Rugby, máxima categoría del rugby en Portugal. En sus primeros años perteneció al club de Rugby de Badajoz.

## Cargos desempeñados
- Delegado de Desarrollo Económico y Atracción de Inversiones, Comercio, Relaciones con Portugal y portavoz del Gobierno (2019-2021).
- Teniente alcalde de la Ciudad de Badajoz (2019-2021).
- Secretario de Acción Institucional de Ciudadanos Extremadura (2020-actualidad).
- Miembro de la Ejecutiva Nacional de Ciudadanos (2021-actualidad).
- Delegado de Relaciones con Portugal del Ayuntamiento de Badajoz (2019-actualidad).
- Alcalde de la ciudad de Badajoz (2021-actualidad).